# The Tower (film, 2012)
Pour les articles homonymes, voir The Tower.
Pour plus de détails, voir Fiche technique et Distribution.
The Tower (hangeul : 타워 ; RR : Tawo ; MR : T'awŏ ; litt. « tour ») est un film catastrophe sud-coréen réalisé par Kim Ji-hoon et sorti en 2012.

## Synopsis
À la veille de Noël, une soirée privée est organisée dans une tour luxueuse à Yeouido à Séoul. Un des hélicoptères survolant la tour pour projeter de la neige artificielle est secoué par des vents violents : il s'écrase dans la façade et provoque un gigantesque incendie…

## Fiche technique
- Titre original : 타워
- Titre international : The Tower
- Réalisation : Kim Ji-hoon
- Scénario : Heo Jun-seok et Kim Sang-don
- Musique : Kim Tae-seong
- Décors : Park Il-hyun
- Costumes : Kim Kyung-mi
- Photographie : Kim Young-Ho
- Montage : Kim Jae-bum et Kim Sang-bum
- Production : Lee Han-seung et Lee Su-nam
- Société de production : The Tower Pictures
- Société de distribution : CJ Entertainment
- Pays de production :  Corée du Sud
- Langue originale : coréen
- Format : couleur - 2,35:1 - son Dolby Digital
- Genre : catastrophe, drame, thriller
- Durée : 121 minutes
- Dates de sortie :
  - Corée du Sud : 25 décembre 2012
  - France : 18 juin 2013 (DVD)

## Distribution
- Sol Kyung-gu (VFB : Benoît Van Dorslaer) : Captaine Kang Young-ki
- Kim Sang-kyung (VFB : Alexandre Crépet) : Lee Dae-ho
- Son Ye-jin (VFB : Esther Aflalo) : Seo Yoon-hee
- Kim In-kwon (VFB : Alain Eloy) : Sergent Oh Byung-man
- Ahn Sung-ki (VFB : Franck Dacquin) : le chef du pompier de Yeouido
- Song Jae-ho (VFB : Jean-Paul Landresse) : M. Yoon, le vieil homme
- Lee Joo-shil: Mme Jung, l'amie de M. Yoon
- Lee Han-wi (VFB : Jean-Michel Vovk) : M. Kim, le curé
- Kwon Tae-won : Jang, le commissaire du pompier
- Jeon Guk-hyang (VFB : Antoni Lo Presti) : Ae-ja
- Jung In-ki (VFB : Bruno Georis) : M. Cha
- Cha In-pyo : le Président
- Jeon Bae-soo (VFB : Karim Barras) : Young-cheol, le cuisinier
- Kim Sung-oh (VFB : Erico Salamone) : In-geon
- Min Young : Nam-ok
- Park Jun-seo
- Lee Joo-ha : Min-jung, la réceptionniste
- Do Ji-han (VFB : Thibaut Delmotte) : Lee Seon-woo, le jeune pompier
- Jo Min-ah (VFB : Valentine Schleck) : Lee Ha-na

## Autour du film
- Le réalisateur Kim Ji-hoon s'est inspiré du film La Tour infernale (The Towering Inferno, 1974) de John Guillermin, pourtant l'idée lui est venue lorsqu'il était jeune : « Quand j'étais étudiant, j'ai visité Séoul pour la première fois et vu le DLI 63 Building (un gratte-ciel de 249 m comprenant 63 étages). J'étais ébahi et m'étais imaginé comment je me sentirais si j'étais piégé là-dedans ? Je suis resté une fois coincé dans l'ascenseur. Je ne me souviens pas pendant combien de temps y suis-je resté, mais je l'avais senti long. Ce fut l'instant où j'ai ressenti une telle frayeur, ce qui m'a aidé à faire le film encore plus réaliste », raconte-il dans le Korea JoongAng Daily en décembre 2012[1].
- L'équipe de la production a construit vingt-six différents décors, comme la tour de 108 étages fictivement baptisée Sky Tower, le restaurant chinois, les ascenseurs et la passerelle vitrée pour piétons, etc.[2]
- À propos des scènes d'eau submergeant au quatre-vingtième étage, les acteurs ont été filmés dans un bidon de 4,5 tonnes d'eau à Goyang dans la province de Gyeonggi, sans l'aide de cascadeurs[2].
- Le tournage a lieu à Incheon[réf. nécessaire].